# 彼得拉桑塔圣母堂
彼得拉桑塔圣母堂（意大利语：Chiesa di Santa Maria Maggiore della Pietrasanta）是一座罗马天主教教堂，位于意大利坎帕尼亚那不勒斯市中心的法庭街（Via Tribunali）。

## 历史
传统认为该堂建于533年，位于狄安娜神庙遗址的上方，由那不勒斯主教、教宗若望二世的亲戚庞波尼奥建造。该堂供奉圣母，于535年祝圣。 很快升格为宗座圣殿。
到1654年，老教堂已濒临倒塌的边缘，根据科西莫·范扎戈（Cosimo Fanzago）的设计进行了重建，形成今天我们看到的带有希腊十字布局的圆顶教堂。由于缺乏资金，工程很快中断。在地下室里，发现早期教会的一块刻有十字架的古老石头，教堂的名称渊源于此。钟楼建于11世纪。
在入口左侧，是掩盖了左下立面的庞塔诺小堂（Capella Pontano），文艺复兴风格，由斐迪南一世的秘书乔瓦尼·庞塔诺建于1492年。在教堂右侧，相距几米的地方是中世纪的钟楼。

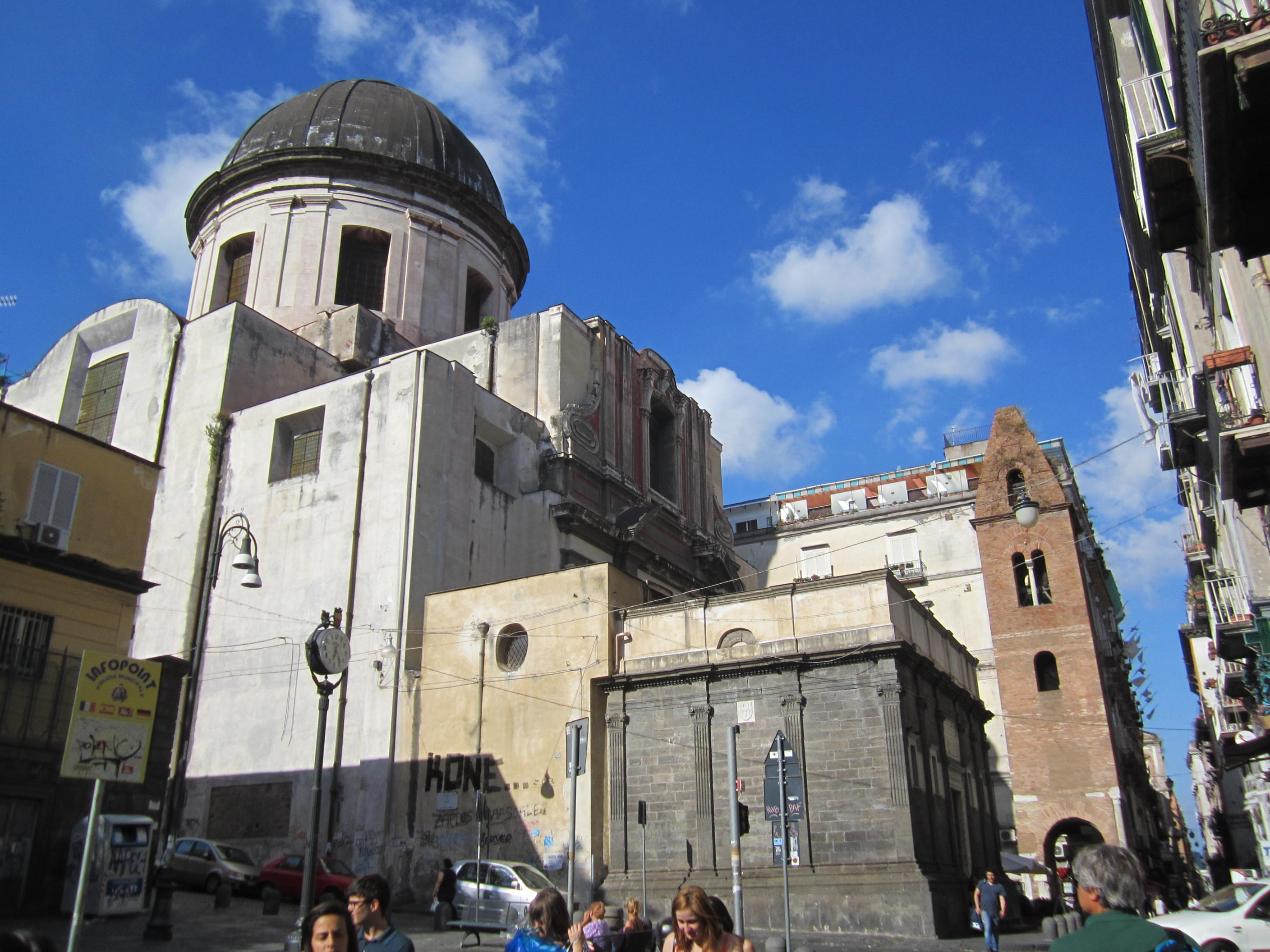
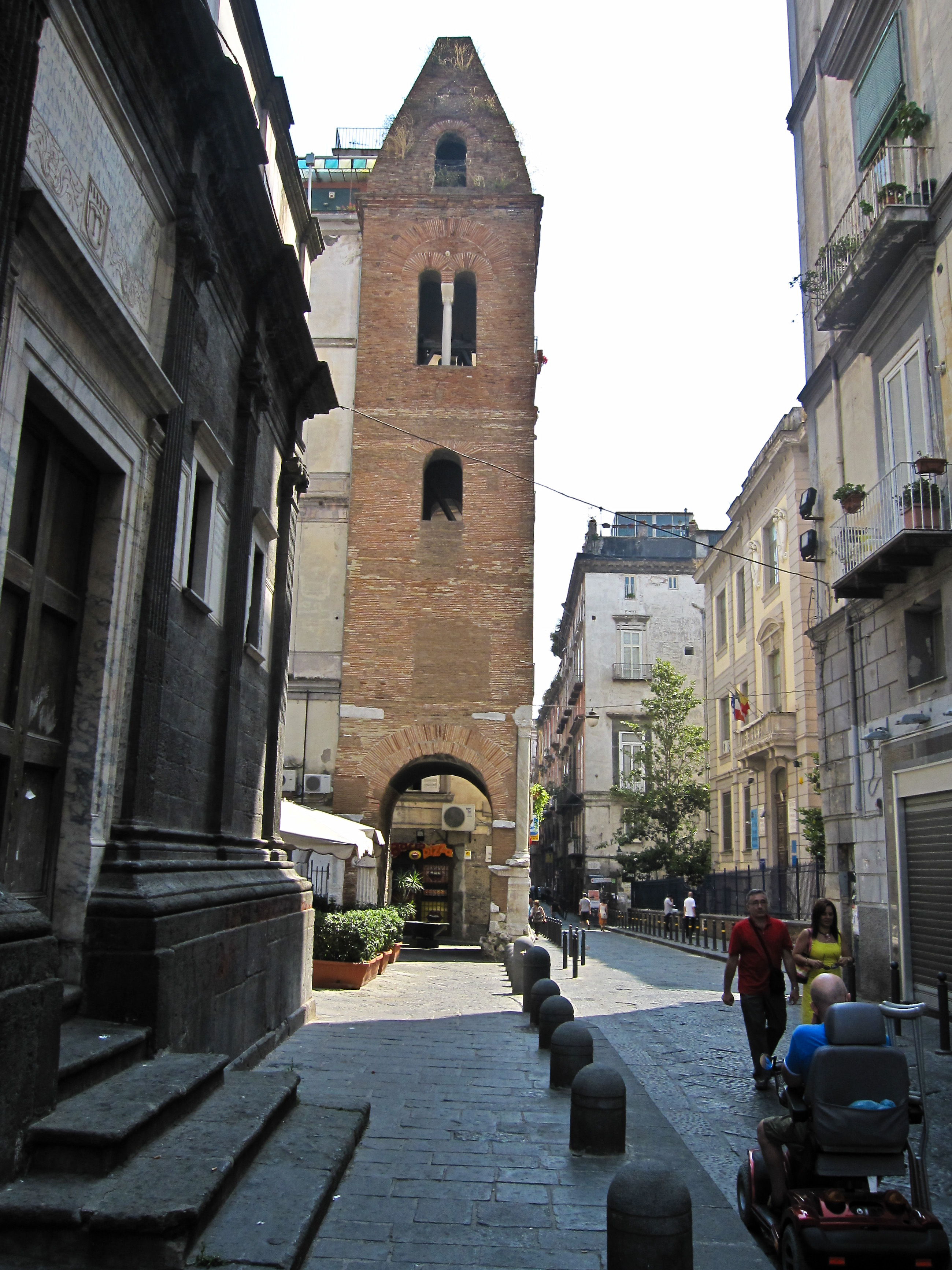
钟楼
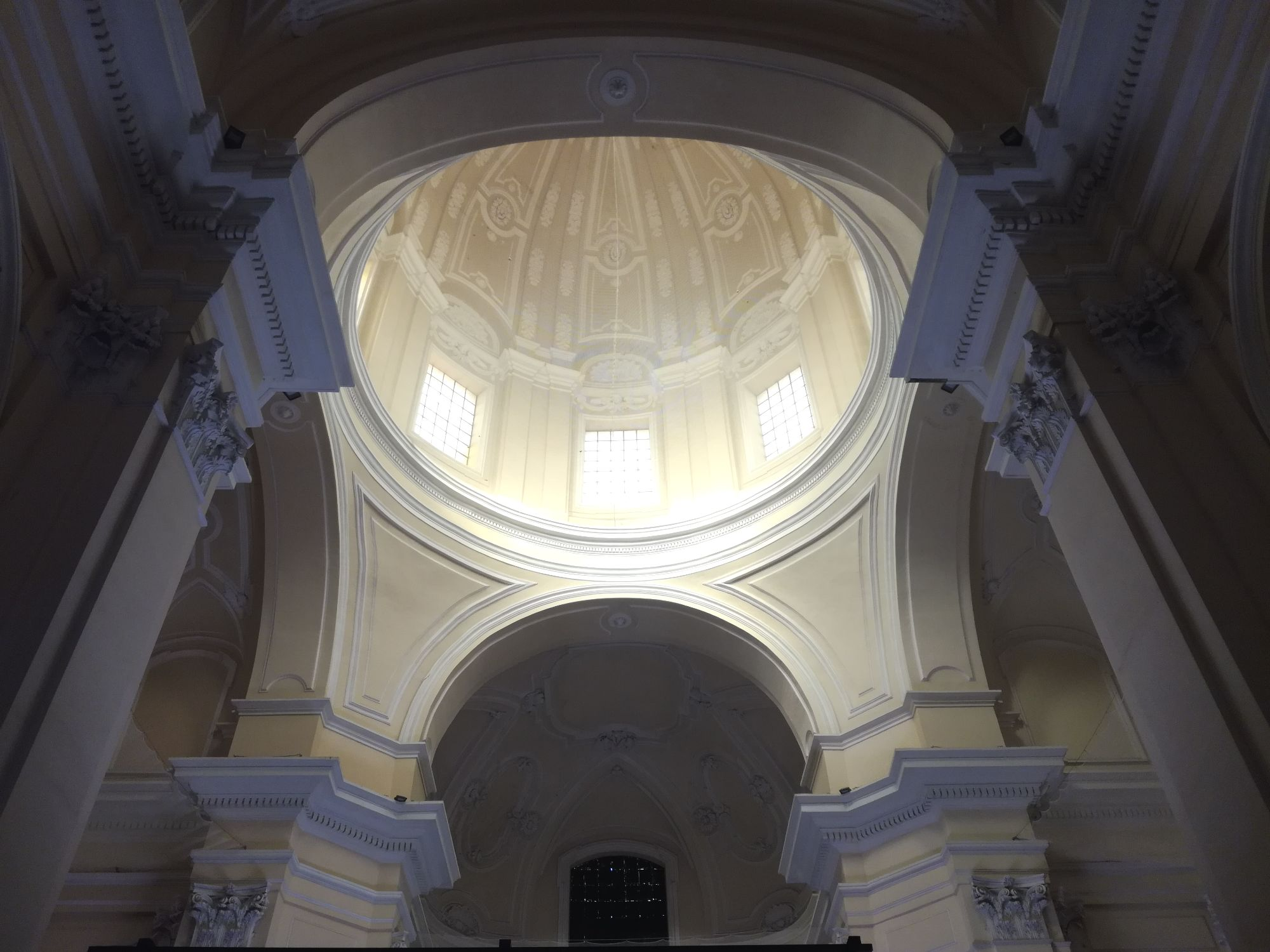
穹顶内部
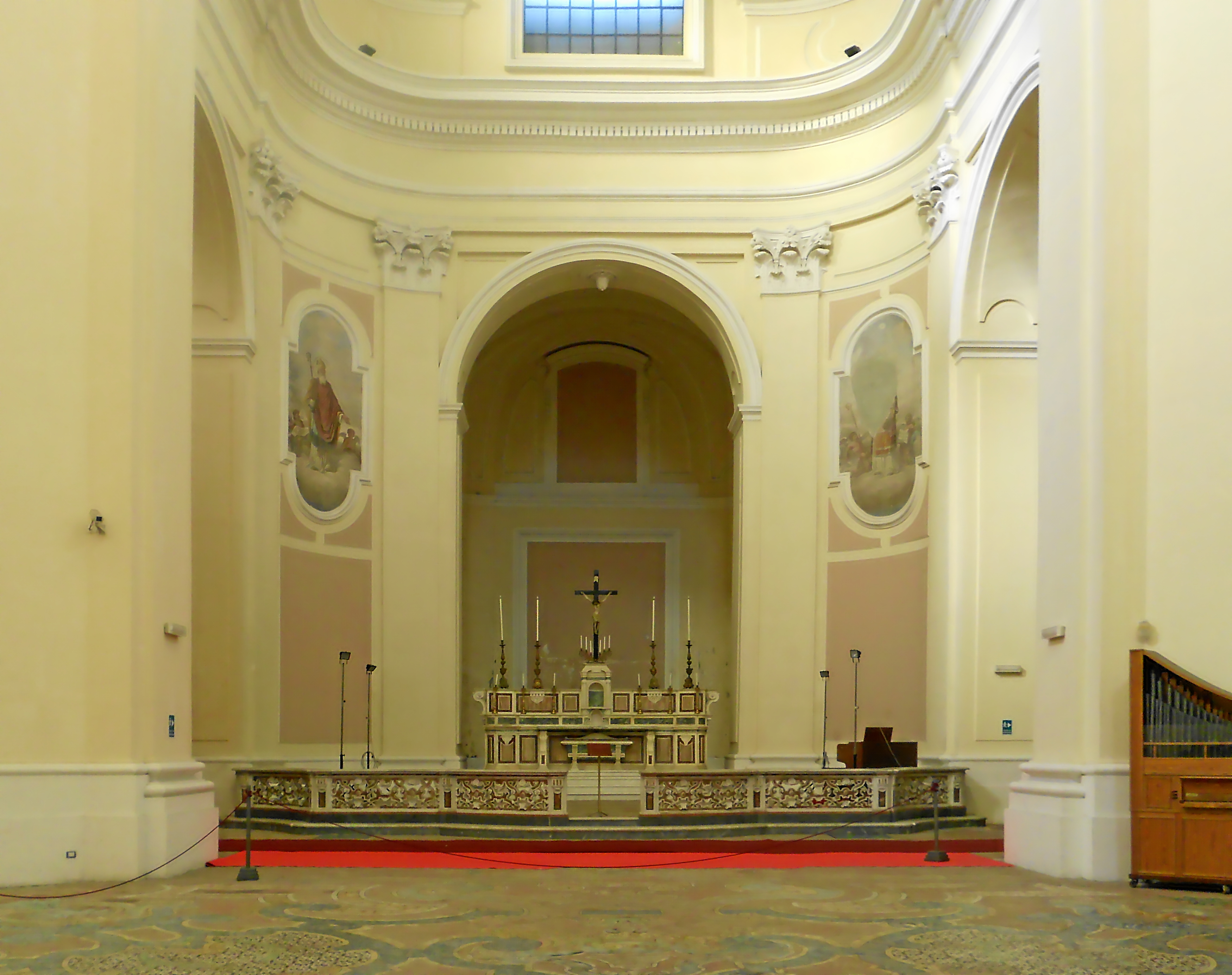
正祭台
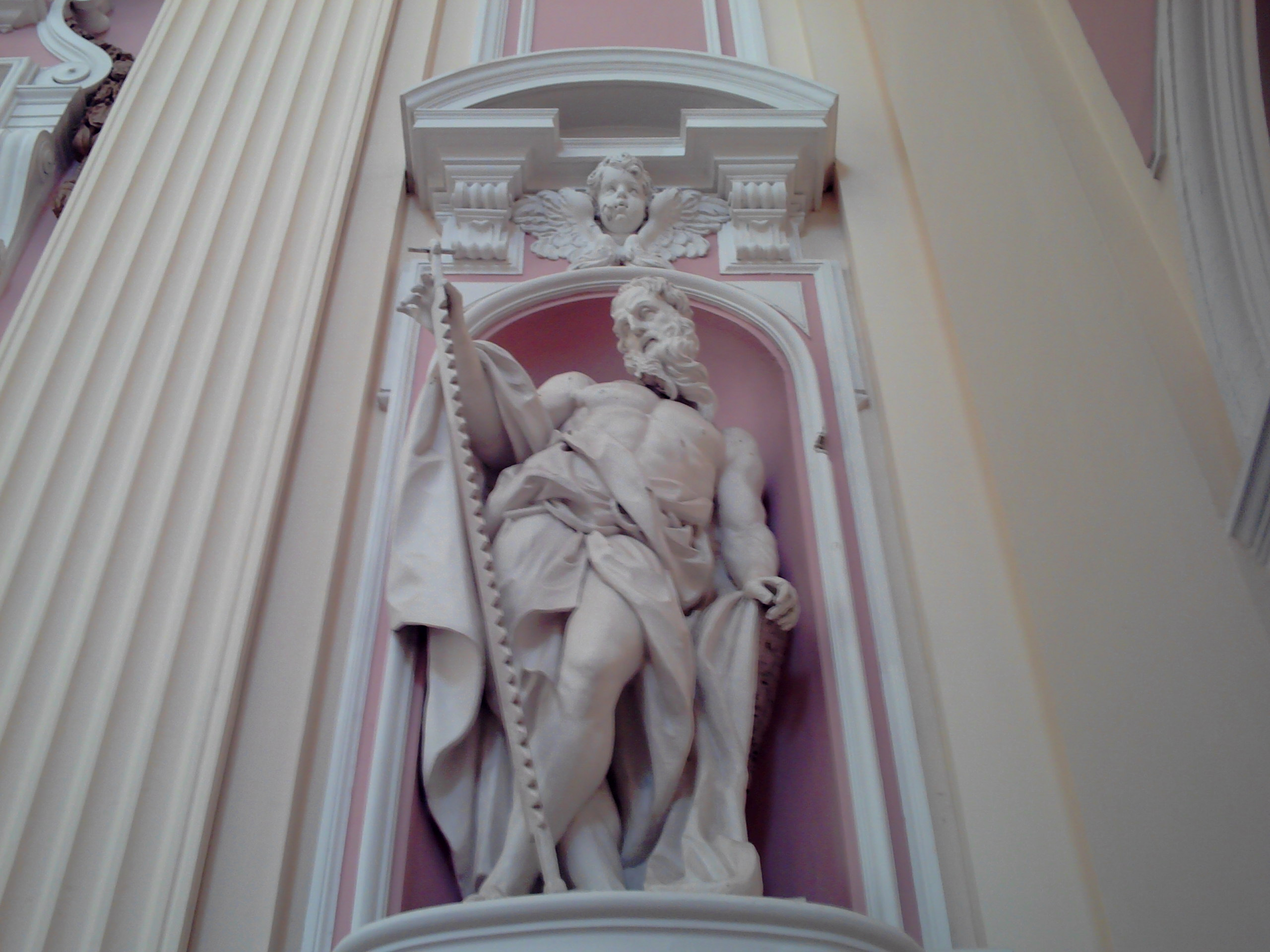
雕塑